# Association sportive Véore-Montoison
Maillots
Actualités
L'Association sportive Véore-Montoison est un club de football français basé à Étoile-sur-Rhône et à Montoison dans la Drôme. Le club est créé en 1991 sous le nom de Union sportive de La Véore et évolue déjà à Étoile-sur-Rhône avant qu'il ne fusionne en 2013 - alors en Division 2 - avec le club de la ville voisine, le FC Montoison.
À sa création l'US Véore évolue dans le Championnat régional de la Ligue Rhône-Alpes de football, puis il se qualifie en 2008 à un Championnat national pour la première fois de son histoire, la Division 3. Les Étoiliennes grimpent d'un échelon dès la saison suivante et ne quittent plus la Division 2 depuis lors.
L'équipe fanion du club, entraînée par Kévin Collas à Beauvallon, participe au Championnat de seconde division pour la 6e saison consécutive et évolue au Stade de la Véore d'Étoile-sur-Rhône.

## Histoire
Le club de football féminin Union sportive de La Véore commence officiellement son activité le 30 juin 1991, mais ne présente, dans les Divisions régionales de la Ligue Rhône-Alpes de football, d'équipe féminine à 11 joueuses que bien plus tard ; par exemple, le club ne participe pas en 2001 aux tours qualificatifs régionaux de la 1re Coupe de France (Challenge de France).
Les Étoiliennes font parler d'elles pour la première fois au niveau national en 2008 en se qualifiant pour la Division 3 à l'issue d'une saison 2007-2008 qui les voit finir à la 2e place de la Division d'Honneur Rhône-Alpes, juste derrière la deuxième réserve de l'Olympique lyonnais mais loin devant les rivales iséroises du CS Nivolas-Vermelle. La réserve C de l'Olympique lyonnais, club de Division 1, ne pouvant se qualifier pour les Barrages de la Division 3, ce sont les Drômoises qui obtiennent le précieux sésame. Elles y écartent l'OS Monaco sèchement (4 buts à 1, puis 4 à 0) et obtiennent, pour la première fois de leur histoire, leur promotion pour une division nationale, la Division 3.
L'US Véore ne reste qu'une petite saison en Division 3. Placé dans un groupe du sud-est de la France avec des clubs comme le Nîmes Métropole Gard ou le Claix Football, mais surtout de nombreuses équipes réserves de club de Division 1 : l'Olympique lyonnais, le RC Saint-Étienne, le Montpellier HSC et le Toulouse FC, le club de la Drôme réussit une excellente saison qui lui permet de se hisser jusqu'à la deuxième place du groupe derrière l'Olympique lyonnais B, au milieu des équipes réserves, à la 1re place qualificative pour la Division 2.
Cette même année, le club réussit sa meilleure performance en Coup de France (Challenge de France) en atteignant les 1/8e de finale après avoir éliminé le Celtic de Marseille (DH), Rousset Sport (DH), et l'ASSF Épinal (DH). Opposée au RC Saint-Étienne, club de Division 1, en 1/8e de finale, l'équipe est proche de l'exploit et ne s'incline finalement que 2 buts à 1.
En 2009, la Division 2 féminine ne comporte que deux groupes de 12 équipes ; le club de la Drôme est placé dans le groupe A du sud et de l'est de la France. Le US Véore réalise une bonne saison pour un promu en se classant à la 6e position en fin d'exercice, à 3 points de l'ASPTT Albi, mais loin derrière le Rodez AF qui se qualifie pour la Division 1. L'année suivante, un élargissement de la Division 2 a lieu avec la création d'un nouveau groupe de 12. L'US Véore réalise alors dans le Groupe C sa meilleure performance jusqu'à aujourd'hui, en terminant à la 4e place, devant le Nîmes Métropole Gard.
Les saisons suivantes sont plus difficiles, avec deux 7e places en 2012 et 2013. En 2013, un rapprochement est effectué avec le club masculin voisin du FC Montoison. Les deux structures fusionnent, le siège reste à Étoile-sur-Rhône mais le club, en plus de compter maintenant plus de 500 licenciés et 5 équipes Seniors (dont 3 féminines), peut désormais répartir ses activités sur les 5 terrains en herbe des communes de Montoison, Beauvallon et Étoile-sur-Rhône.
L'équipe-fanion féminine continue cependant sa chute dans le classement la saison suivante, avec une périlleuse 9e position à la fin de l'année 2013-2014, qui voit le club, en raison d'une fin de saison catastrophique, réaliser sa plus mauvaise performance en Division 2 - même s'il garde encore une avance confortable (16 points) sur le premier relégable, l'AS La Sanne-Saint-Romain-Surieu.

## Dates clés
- 1991 : Création du club Union sportive La Véore à Étoile-sur-Rhône
- 2008 : Vice-champion de DH Rhône-Alpes, Qualification en Barrages pour la Division 3 Nationale (D3)
- 2009 : 2e (Gr. A) en Division 3 derrière la réserve de l'Olympique lyonnais, Promotion en Division 2 Nationale (D2), 1/8e de finale de Coupe de France (Challenge de France)
- 2011 : 4e (Gr. C) en Division 2
- 2013 : Fusion avec le club masculin FC Montoison, Le club devient Association sportive Véore-Montoison, 5e saison consécutive en Division 2
- Saison 2021-2022 Champion de D2 DDA
- Vainqueur de la coupe Xavier Bouvier 2021-2022
- Saison 2022-2023 Accession en R3

## Palmarès
Le palmarès de l'Association sportive Véore-Montoison prend la suite de celui de l'Union sportive de La Véore.
Le tableau suivant liste le palmarès du club actualisé à l'issue de la saison 2013-2014 dans les différentes compétitions officielles aux niveaux national et régional.
| Compétitions nationales | Compétitions régionales                              |
| - Championnat de France de Division 2 - Meilleur : 4e (Gr. C) en 2011. - Coupe de France - Meilleur : 1/8e de finale en 2009. | - Championnat DH Rhône-Alpes - Vice-champion : 2008. |

## Bilan saison par saison
Le tableau suivant retrace le parcours de l'équipe-fanion féminine depuis la création du club en 1991.
| Édition   | Division 1 | Division 2 | Division 3 | Divisions Régionales          | Coupe de France  |
| 1991-2001 | -          | -          |            | ...                           |                  |
| 2001-2002 | -          | -          | ...        | -                             |                  |
| 2002-2003 | -          | -          | -          | ...                           | ...              |
| 2003-2004 | -          | -          | -          | ...                           | ...              |
| 2004-2005 | -          | -          | -          | ...                           | ...              |
| 2005-2006 | -          | -          | -          | ...                           | ...              |
| 2006-2007 | -          | -          | -          | ...                           | ...              |
| 2007-2008 | -          | -          | -          | 2e DH Rhône-Alpes 7e Barrages | 2e tour fédéral  |
| 2008-2009 | -          | -          | 2e (Gr. A) | -                             | 1/8e de finale   |
| 2009-2010 | -          | 6e (Gr. A) | -          | -                             | 2e tour fédéral  |
| 2010-2011 | -          | 4e (Gr. C) |            | -                             | 1er tour fédéral |
| 2011-2012 | -          | 7e (Gr. C) | -          | 1er tour fédéral              |                  |
| 2012-2013 | -          | 7e (Gr. C) | -          | 1/32e de finale               |                  |
| 2013-2014 | -          | 9e (Gr. C) | -          | 1er tour fédéral              |                  |
| 2014-2015 | -          | En cours   | -          | En cours                      |                  |

## Identité visuelle

Logo de l'US La Véore avant la fusion.
Logo du club depuis la fusion en 2013.

## Personnages emblématiques du club

### Présidents
- Frédéric Zamith (2011 à 2015)

### Entraîneurs
- Olivier Roque (2006 à 2013) et (2017 à 2023)
- Andric Aigon (2012 à 2014)
- Kévin Collas (2014 à 2016)

## Autres Équipes
- Jeunes :
  - 1 équipe en Ligue Régionale -18 ans
  - École de foot
- Autres :
  - 1 équipe réserve en DH Rhône-Alpes
  - 1 équipe réserve 2 en District Drôme-Ardèche